# 德克斯 (漫畫)
毀滅者德克斯（英語：Drax the Destroyer）是漫威漫畫的星際異攻隊成員之一。原本是美國一名房地產經紀人，一次和妻子驅車穿越莫哈韋沙漠時，偶遇薩諾斯的飛船，為了不暴露行蹤，薩諾斯攻擊了亞瑟的車子，他的妻子不幸遇難，但亞瑟的意識卻意外的被轉移到了一個外星人軀體上，成為了毀滅者德克斯，同時過去的記憶也被封鎖，唯一使命就是除掉薩諾斯，後與星爵等人創立星際異攻隊。

## 人物
亚瑟·道格拉斯是一名出生于美国加利福利亚州伯班克的房地产经纪人和萨克斯手。某天，亚瑟正带着妻子和女儿希瑟驱车穿越莫哈韦沙漠，无意中目击了灭霸的飞船途径此地。灭霸为了避免自己的行踪暴露，攻击了亚瑟的车子。亚瑟和妻子Yvette不幸遇难。而他的女儿之后被灭霸的父亲曼托爾收养，之后成为了月龙。曼托爾感觉到儿子已成了一个很大的威胁，他求助于自己的父亲Chronos——泰坦的时间之神。Chronos将亚瑟收集起来，给予了他的一个全新的身体和力量以对抗灭霸。亚瑟由此成为毁灭者德拉克斯，被封锁掉过去的记忆，接受了“杀死灭霸”这一使命。尽管多年来一直作为着灭霸的宿敌而存在，德拉克斯仍是不能真正意义上打击灭霸；相应的，灭霸的手下们也只能够尽量让德拉克斯远离灭霸。后来，在与得到宇宙立方的灭霸的较量中，德拉克斯与驚奇隊長、復仇者聯盟等人联手将灭霸的躯体毁灭。
之后德拉克斯与成为月龙的女儿共同游历太空。他们来到了一个叫Ba-Banis的星球。这里正在进行一场惨烈的内战。月龙利用自身的心灵异能平息了战争，并成为了这个星球的女神。但她的心智也变得卑劣不堪。德拉克斯发现了这一点，为此他请求复仇者联盟给予其协助。德拉克斯和月龙由此发生冲突，冲突中月龙将德拉克斯的生命精元从体内驱出，德拉克斯因此死去。月龙被复仇者制服，而德拉克斯的躯体被放上他的飞船送入太空，接着因为飞船自爆而毁灭。为了对抗被死亡女神复活的灭霸，Chronos再次复活了德拉克斯，并给予其更大的力量。不过Chronos似乎忽略了德拉克斯被月龙杀死而造成的后遗症，因为灵魂受损严重，德拉克斯的心理变得有些不稳定，智商也堪忧。德拉克斯加入到与得到无限宝石的灭霸对抗的阵营中。之后亞當術士指定德拉克斯成为无限守护者的其中一员。这期间，大家担心他会恢复记忆报复月龙，不过似乎这种担心是多余的。德拉克斯很温柔，很少对朋友展示暴力。无限守护者解散后，月龙请示Chronos：用德拉克斯本身的力量换取他自身的理智。德拉克斯这才回复常态。不久德拉克斯被指控谋杀Elysius，虽然之后他被证明是被人操控，但这件事情给他的心理造成了阴影，他的心智又回到了过去不稳定的状况。他和惊奇队长之子Genis-Vell，发生争执。之后被送到平行空间Microverse，在那儿他感到快乐和被接受，所以在那里待了一段时间。
德拉克斯再次登场时，他与一群宇宙罪犯正被运往星际监狱Kyln。但途经地球时飞船突然爆炸。他和罪犯Paibok、Lunatik、Blood Brothers迫降到地球上——这个时段德拉克斯的智商很低，心智也不稳定。为了阻止Blood Brothers伤害无辜平民，德拉克斯与Blood Brothers等人发生纠纷，但他却被对方杀死。不过德拉克斯很快死而复生——这时他的智商和心理恢复到了常态，并具有某些未知能力。他杀掉了BloodBrothers其中一人和Lunatik。之后他被新星军团带到了监狱Kyln。之后Annihilus摧毁了监狱，德拉克斯幸存了下来。他加入到对抗的Annihilus的行列中，并学习了很多杀人的技巧。在最终的关键战役中，德拉克斯为掩护新星等人平安离开，单枪匹马对抗数以万计的虫族大军。灭霸掳走月龙，警告德拉克斯不要来追杀他。但德拉克斯反被激怒，他冲进灭霸的飞船，杀光所有敌人，用手将灭霸的心脏拉出体外。接着他救出被囚禁的银影侠和Galactus。随着Galactus被解救和Annihilus被杀，战争也宣告结束。在后来和奥创的较量中，德拉克斯受到对方控制并被派遣消灭新星，不过得新星的帮助他摆脱了控制。在和奥创的战斗中表现活跃。之后德拉克斯受星爵和Phyla-Vell等人邀请加入银河护卫队，成为中坚力量。

## 能力
德克斯是被創造來對抗薩諾斯的，因此擁有強大的力量，包括相當甚至優於浩克的力量、耐力、再生能力等。
早期的德克斯一度具有飛行、能量操控和放射能力，甚至可感應薩諾斯所在之處，但在经历幾次死而复生之后逐漸喪失這些能力。

## 其他媒體

### 電影
- 漫威電影宇宙：由戴夫·巴帝斯塔飾演德克斯（英语：Drax (Marvel Cinematic Universe)）[1]。
  - 《星際異攻隊》（2014年）
  - 《星際異攻隊2》（2017年）
  - 《復仇者聯盟3：無限之戰》（2018年）
  - 《復仇者聯盟4：終局之戰》（2019年）
  - 《雷神索爾：愛與雷霆》（2022年）：客串
  - 《星際異攻隊3》（2023年）

### 電視
- 漫威電影宇宙
  - 《無限可能：假如…？》第一季（2021年）[2]：動畫劇集，由弗瑞德·塔塔薛瑞（英语：Fred Tatasciore） 聲演德克斯。
  - 《我是格魯特》（2022年）：動畫劇集。
  - 《星際異攻隊假日特輯》（2022年）：由戴夫·巴帝斯塔回歸飾演德克斯。

### 遊戲
- 《漫威：未來之戰》：手機遊戲，德克斯是玩家可使用角色之一。
- 《星際異攻隊：Telltale電玩系列（英语：Guardians of the Galaxy: The Telltale Series）》：德克斯在本作中登場，由布蘭登·保羅·埃爾斯[3]配音。
- 《漫威超級戰爭》
- 《漫威星際異攻隊》

### 遊樂設施
- 德克斯出現在「銀河守護隊：使命突圍！（英语：Guardians of the Galaxy – Mission: Breakout!）」，並同由戴夫·巴帝斯塔飾演。